# ایوان بروئر
ایوان بروئر (انگلیسی: Evan Brewer؛ زادهٔ ۲۳ سپتامبر ۱۹۸۱) موسیقی‌دان اهل ایالات متحده آمریکا است.